# Cédric Si Mohamed
Cédric Si Mohamed (sinh ngày 9 tháng 1 năm 1985) là một cầu thủ bóng đá người Algérie hiện tại thi đấu cho US Biskra ở Giải bóng đá hạng nhất quốc gia Algérie.

## Sự nghiệp quốc tế
Ngày 2 tháng 10 năm 2009, Si Mohamed được triệu tập vào đội tuyển quốc gia Algérie A’ vào trại tập luyện 12 ngày ở Alger để chuẩn bị cho vòng loại Cúp bóng đá châu Phi 2011. Ngày 3 tháng 3 năm 2010, anh ra mắt cho đội tuyển trong chiến thắng giao hữu 4-0 trước Liechtenstein.